# Diehl Defence
Diehl Defense GmbH & Co. KG je njemački proizvođač oružja sa sjedištem u Überlingenu. Djeluje kao odjel Diehl Stiftunga i specijalizirana je za proizvodnju projektila i streljiva.
Diehl BGT Defense osnovan je 2004. spajanjem Bodenseewerke Gerätetechnik GmbH i Diehl Munitionssysteme GmbH & Co. KG. U veljači 2017. Diehl BGT Defence i Diehl Defence Holding integrirani su u Diehl Defence.
Godine 1960. tvrtka Bodenseewerke Gerätetechnik postala je glavni izvođač za proizvodnju američke rakete zrak-zrak Sidewinder AIM-9B u Europi.
Nadovezujući se na znanje stečeno iz tehnologije infracrvenog navođenja Sidewindera, Diehl Defense je razvio sustav traženja za IRIS-T projektil zrak-zrak srednjeg dometa. Uveden 2005., IRIS-T je do listopada 2022 uveden u oružane snage 13 zemalja.

## Proizvodi
- AIM-9 Sidewinder
- AGM ARMIGER
- EUROSPIKE
- IRIS-T
- IRIS-T SL / IRIS-T SLS (uz MEADS)
- Dornier Viper]
- Fliegerfaust 2 - Licencirani razvoj i proizvodnja projektila STINGER POST od kasnih 1980-ih nadalje (od 2004. nadalje u zajedničkom pothvatu s Raytheonom). Diehl je izvorno bio koordinator projekta, s Dornierom kao glavnim izvođačem i Bodenseewerkom koji je proizvodio sustave za navođenje. Na kraju je Diehl preuzeo odgovarajuće interese i odgovornosti tih tvrtki u programu.
- GMLRS
- NADA/HOSBO
- IDAS (projektil lansiran s podmornice, planiran za novu podmornicu klase 212 A)
- Barakuda (koprecipitirajući torpedo)
- LFK NG
- PARS 3 LR
- Panzerfaust 3
- RIM-116 Rolling Airframe Missile
- RBS-15
- SMArt 155

### Granate
- DM51 napadno-obrambena ručna granata[3][4][5]
  - DM58 ručna bomba za vježbanje[4][5]
- Obrambena ručna granata DM61[4][5]
  - DM78 ručna bomba za vježbanje[4][5]
- Upaljač ručne granate DM82[4][5]
- MK7 Mod 0 Plutajući dimnjak[6]
- 76 mm IR/RP dimna granata[6]
- 76 mm IR/RP zračna granata[6]
- 80/81mm IR/RP dimna granata[6]
- Brza dimna ručna granata RASMO[6]

## Galerija
- IRIS-T
- IRIS-T SL
- PARS 3 LR
- HOPE
- HOSBO
- LFK NG
- RIM-116 RAM lanser na S74 Nerz njemačke mornarice
- Model IDAS na ILA 2006
- Splitterhandgranate DM51